# فيري كورستين
فيري كورستين (ferry Corsten)  هو دي جي و منتج و مازج أغاني (بالإنجليزية: remixer)‏ هولاندي من مواليد 4 ديسمبر 1972 .إستدعي أكثر من مرة لإقامة إحد كيري الحفلات السنوية الخاصة بالموسيقى الإلكترونية مثل (بالإنجليزية: ultra music festival)‏ و (بالإنجليزية: tomorrow land)‏ . يعتبر تصنيفه حسب مجلة تصنيف أحسن مائة دي جي في العالم (بالإنجليزية: DJ Magazine)‏ في المركز الخامس في سنتي 2003 و 2005 و غي المركز السادس في أعوام 2006 و 2007 و 2008 و لكنه تراجع في أخر تصنيف صادر عن المجلة في أواخر سنة 2016 ليحتل المركز 99.

## روابط خارجية
- فيري كورستين على موقع IMDb (الإنجليزية)
- فيري كورستين على موقع ميوزك برينز (الإنجليزية)
- فيري كورستين على موقع ميوزك برينز (الإنجليزية)
- فيري كورستين على موقع أول ميوزيك (الإنجليزية)
- فيري كورستين على موقع أول ميوزيك (الإنجليزية)
- فيري كورستين على موقع ديسكوغز (الإنجليزية)
- فيري كورستين على موقع ديسكوغز (الإنجليزية)
- فيري كورستين على موقع ديسكوغز (الإنجليزية)
- فيري كورستين على موقع ديسكوغز (الإنجليزية)
- فيري كورستين على موقع ديسكوغز (الإنجليزية)
- فيري كورستين على موقع ديسكوغز (الإنجليزية)